# 한아름컴퍼니
한아름컴퍼니(Hanahreum Company)는 2016년에 설립된 대한민국의 연예 기획사이다.

## 소속 연예인

### 남성
- 홍서백
- 재성
- 이상민
- 이도군

### 여성
- 임소영
- 이인하

## 과거 소속 연예인
- 김병춘
- 김이영
- 박준금
- 백옥담
- 신주연
- 이응경
- 송지우
- 송재희
- 이진우
- 정만식
- 정소영
- 지승현
- 금해나
- 허성태
- 손태양
- 한갑수
- 이정빈